# 中国无产者协会
中国无产者协会（英語：Proletarian Society of China）是香港的一个已不存在的托洛茨基主义组织。该组织成立于2002年，当时取名为陈独秀无产者协会，创始成员是日本革命的共産主義者同盟、国际马克思主义趋势和香港马克思主义学生协会等三个组织的一些前成员。2003年，该组织更名为中国无产者协会。该组织的政治立场接近于争取第四国际重建协调委员会，对其持同情态度。该组织仅存在数年，由于组织者离开香港而陷于瓦解。